# Поэма Горы
«Поэ́ма Горы́» — поэма Марины Цветаевой о любви, написанная в период с 1 января по 1 февраля 1924 года и дописанная в декабре 1939 года.
Впервые опубликована в первом номере журнала «Версты» в июле 1926 года.

## Сюжет
Несмотря на то, что в основу поэмы положена реальная любовная история автора, четкой сюжетной линии, как и локализации в пространстве и времени у поэмы нет. Смысл поэмы — противостояние долга и страсти, богоборческая структура любви. Центр сюжета — люди поднимаются на гору (то есть встречаются), остаются на горе (то есть влюбляются) и спускаются с горы (то есть расстаются — прощаясь навсегда).

## История создания
Марина Цветаева пишет «Поэму Горы» находясь в эмиграции в Праге, живя вместе с мужем С. Эфроном и дочерью А. Эфрон. Сюжет будущего произведения практически полностью разъясняется Цветаевой в письме к А. Бахрарху, в котором автор также сообщает о расставании с К. Родзевичем. Поэма написана Цветаевой быстро — за месяц. В качестве эпиграфа для нее выступает цитата из романа немецкого писателя Ф. Гёльдерлина «Гиперион, или Отшельник в Греции».

Вторая редакция поэмы состоялась в декабре 1939 года Цветаевой, уже в СССР, уже после ареста мужа и дочери. Автором для литературоведа Е. Тагера были исключены из «Посвящения» следующие строки: 
Если б только не холод крайний,
Замыкающий мне уста,
Я бы людям сказала тайну:
Середина любви — пуста.
Из Послесловия также был удален следующий отрывок:
Та гора хотела! Песнь
Брачная — из ямы Лазаревой!
Та гора вопила: — Есмь!
Та гора любить приказывала…
Та гора была — миры!
— Господи! Ответа требую!
Горе началось с горы.
И гора и горе — пребыли.
= = =
Послесловие вышло длинное —
Но и память во мне долга́.

## С.м. также
- Крысолов
- Марина Цветаева